# Smithville (Oklahoma)
Smithville es un pueblo ubicado en el condado de McCurtain en el estado estadounidense de Oklahoma. En el año 2010 tenía una población de 	113 habitantes y una densidad poblacional de 38,97 personas por km².

## Geografía
Smithville se encuentra ubicado en las coordenadas 34°28′8″N 94°38′37″O / 34.46889, -94.64361 (34.468780, -94.643643).

## Demografía
Según la Oficina del Censo en 2000 los ingresos medios por hogar en la localidad eran de $12,250 y los ingresos medios por familia eran $15,417. Los hombres tenían unos ingresos medios de $21,875 frente a los $16,250 para las mujeres. La renta per cápita para la localidad era de $9,431. Alrededor del 62.7% de la población estaban por debajo del umbral de pobreza.